# Кубок Стэнли (Южный Парк)
«Кубок Стэнли» (англ. Stanley's Cup) — 14 эпизод 10 сезона (№ 153) сериала «Южный парк», его премьера состоялась 15 ноября 2006 года. Название эпизода, посвящённого хоккею, отсылает к престижному хоккейному призу — Кубку Стэнли; под «Стэнли» здесь, однако, имеется в виду Стэн Марш, главный герой эпизода. Эпизод пародирует фильм 1992 года «Могучие утята», а также массовую драку между хоккеистами Колорадо Эвеланш и Детройт Рэд Уингз в 1997 году.

## Сюжет
Эпизод начинается с того, что у Стэна велосипед принудительно буксируется на парковку. Стэн пытается уладить это дело в администрации округа, но там ему предлагают устроиться на работу, чтобы заработать достаточно денег и оплатить свои штрафы. Однако у него уже есть работа, которая состоит в том, чтобы развозить газеты по маршруту, и он нуждается в велосипеде, чтобы выполнять её. Поэтому чиновник предлагает Стэну заниматься общественными работами на тренерской должности детской хоккейной команды округа.
Будучи тренером, Стэн быстро сталкивается с целым рядом трудностей в работе с маленькими детьми. Один из ребят болен лейкемией, которая поразила его костный мозг, это приводит к тому, чтобы другие дети задают Стэну несколько серьёзных вопросов, на которые он не может ответить из-за своей молодости и неопытности. Рэнди, отец Стэна, потрясён тем, что его сын выбрал такую работу, и думает, что он пытается «отомстить» за случай, когда Стэну было 4 года и он в матче с хоккейной командой округа Pee-Wee не нанёс удар по пустым воротам и игра закончилась со счётом 0-0. Однако сам Стэн даже не смог вспомнить этого события.
Состояние Нельсона, мальчика больного раком, ухудшается, и он просит Стэна выиграть игру для него. Тем не менее игра с детской хоккейной командой округа Адамс заканчивается со счётом 0-0. Из-за этого состояние Нельсона, по словам лечащего врача, стало «не хуже, и не лучше. Это как если бы у него с раком … ничья».
Команду Стэна приглашают играть против команды округа Денвер в Пепси-центр, и по-прежнему, если команда выигрывает, Нельсон надеется на выживание. Рэнди понимает, что Пепси-центр — то самое место, где Стэн не выиграл свою игру несколько лет назад. Стэн всё ещё не может вспомнить данный случай, в то время как Рэнди сначала говорит, что не хочет присутствовать там и видеть, как Стэн «уничтожит себя», а затем решает (безо всяких действий со стороны Стэна) идти во что бы то ни стало.
Когда они попадают в Пепси-центр, чтобы играть в антракте профессиональной игры между Колорадо Эвеланш и Детройт Ред Уингз, другая команда не прибывает, и Стэн опасается, что, поскольку они не могут играть, то это может привести к смерти Нельсона. Пытаясь утешить детей, игроки Колорадо Эвеланш предлагают, чтобы детская команда поиграла последний период их игры против Red Wings, потому что они прошли через много «эмоциональных изменений». Команды Детройта и Колорадо закончили со счётом 2-2, малыши Стэна играют последний период, но их соперники играют по-взрослому, грубо, попросту жестоко избивая малолетних хоккеистов, в итоге Детройт побеждает со счётом 32-2. Тем временем Нельсон, не выдержав этого, умирает в больнице со словами «Надежда мертва». Также один из подопечных Стэна говорит ему: «Я ненавижу тебя, тренер». А Рэнди приходит в ужас из-за поражения команды своего сына. Эпизод заканчивается тем, что тренер Red Wings Майк Бэбкок празднует победу, держа в руках трофей, под песню We Are the Champions.

## Отзывы
IGN оценил этот эпизод на 9.1 баллов из 10, отметив: «Было много смешного в этом эпизоде, но самое лучшее — это пародия на нишевые фильмы о спорте». TV Squad высоко оценил эпизод и отметил провокацию на тему Стива Ирвина.

## Факты
- Год основания газеты Саут-Парка — 1997 (год начала показа сериала).
- Последний эпизод, выпущенный студией Braniff Productions[3]. В 2007 году студия будет переименована в Parker-Stone Studios.
- За спиной редактора газеты Саут-Парка находятся вырезки статей, отсылающие к предыдущим сериям:
  - слева: «Что такое Сказложоп??» (англ. WHAT IS SCUZZLEBUT??) — отсылка к эпизоду «Вулкан»
  - справа: «Большой успех местного изобретателя» (англ. LOCAL INVENTOR HITS BIG!!) — отсылка к эпизоду «Сущность» (на иллюстрации к статье изображён мистер Гаррисон рядом со своим изобретением — машиной «Это»)
  - в центре, за головой редактора: «Угроза самодовольства!» (англ. Smug Alert!) — отсылка к одноимённому эпизоду.
  - В детской хоккейной команде, которую тренирует Стэн, есть игроки, напоминающие главных героев: #15 напоминает Картмана, #7 - Кайла, #10 - Кенни, а #3 - самого Стэна.